# Physalospora lonicerae
Physalospora lonicerae är en lavart som beskrevs av Grove 1930. Physalospora lonicerae ingår i släktet Physalospora och familjen Hyponectriaceae.   Inga underarter finns listade i Catalogue of Life.